# Enrico IV di Brabante
Enrico IV di Brabante (Lovanio, 1251 circa – Lovanio, 1272 circa) fu duca di Lorena e del Brabante, dal 1261 al 1267.

## Origine
Era il figlio maschio primogenito del duca Duca di Lorena e del Brabante, Enrico III e di Alice di Borgogna, figlia del Duca di Borgogna e re titolare di Tessalonica, Ugo IV e di Yolanda di Dreux.

## Biografia
Enrico, come la sorella Maria, era nato a Lovanio ed era probabilmente affetto da handicap fisici e mentali.
Nel 1257 Enrico fu fidanzato con Margherita, figlia del re di Francia Luigi IX e di Margherita di Provenza.
Suo padre, Enrico III, morì nel 1261; nel titolo di duca del Brabante gli succedette il figlio primogenito, Enrico, di circa dieci anni, sotto tutela della madre, Alice di Borgogna; pare che il malgoverno della duchessa causò moti popolari a Lovanio. 
Nella reggenza intervennero anche lo zio, il langravio d'Assia Enrico I, e un cugino, Enrico di Lovanio, signore di Gaesbeek.
Enrico, malaticcio e di scarsa intelligenza, rinunciò dopo pochi anni al ducato, in favore del fratello minore Giovanni; Enrico prese quindi la decisione di farsi monaco, entrando fra gli agostiniani dell'abbazia di San Benigno, a Digione; pronunciò i voti il 1º ottobre 1269. 
In quest'occasione la duchessa Alice mantenne l'impegno di fidanzamento con la principessa Margherita per il figlio secondogenito Giovanni.
Non si conosce la data esatta della morte di Enrico: morì in una data successiva al 28 aprile 1272.

## Discendenza
Di Enrico non si conosce alcuna discendenza.

## Ascendenza
|                        |                        |                        | Genitori                |  |  | Nonni |  |  | Bisnonni             |  |  | Trisnonni               |  |
|                        |                        |                        |                         |  |  |       |  |  | Enrico I di Brabante |  |  | Goffredo III di Lovanio |  |
|                        |                        |                        |                         |  |  |       |  |  | Enrico I di Brabante |  |  | Goffredo III di Lovanio |  |
|                        |                        | Margherita di Limburgo |                         |  |  |       |  |  | Enrico I di Brabante |  |  |                         |  |
| Enrico II di Brabante  |                        |                        |                         |  |  |       |  |  | Enrico I di Brabante |  |  |                         |  |
|                        |                        | Matilde di Lorena      | Matteo di Lorena        |  |  |       |  |  |                      |  |  |                         |  |
|                        |                        | Matilde di Lorena      | Matteo di Lorena        |  |  |       |  |  |                      |  |  |                         |  |
|                        |                        | Matilde di Lorena      | Maria di Boulogne       |  |  |       |  |  |                      |  |  |                         |  |
| Enrico III di Brabante |                        | Matilde di Lorena      |                         |  |  |       |  |  |                      |  |  |                         |  |
|                        |                        | Filippo di Svevia      | Federico Barbarossa     |  |  |       |  |  |                      |  |  |                         |  |
|                        |                        | Filippo di Svevia      | Federico Barbarossa     |  |  |       |  |  |                      |  |  |                         |  |
|                        |                        | Filippo di Svevia      | Beatrice di Borgogna    |  |  |       |  |  |                      |  |  |                         |  |
| Maria di Svevia        |                        | Filippo di Svevia      |                         |  |  |       |  |  |                      |  |  |                         |  |
|                        |                        | Irene Angela           | Isacco II Angelo        |  |  |       |  |  |                      |  |  |                         |  |
|                        |                        | Irene Angela           | Isacco II Angelo        |  |  |       |  |  |                      |  |  |                         |  |
|                        |                        | Irene Angela           | Irene (Paleologa?)      |  |  |       |  |  |                      |  |  |                         |  |
| Enrico IV di Brabante  |                        | Irene Angela           |                         |  |  |       |  |  |                      |  |  |                         |  |
|                        | Oddone III di Borgogna | Ugo III di Borgogna    |                         |  |  |       |  |  |                      |  |  |                         |  |
|                        | Oddone III di Borgogna | Ugo III di Borgogna    |                         |  |  |       |  |  |                      |  |  |                         |  |
|                        | Oddone III di Borgogna | Alice di Lorena        |                         |  |  |       |  |  |                      |  |  |                         |  |
| Ugo IV di Borgogna     | Oddone III di Borgogna |                        |                         |  |  |       |  |  |                      |  |  |                         |  |
|                        |                        | Alice di Vergy         | Ugo di Vergy            |  |  |       |  |  |                      |  |  |                         |  |
|                        |                        | Alice di Vergy         | Ugo di Vergy            |  |  |       |  |  |                      |  |  |                         |  |
|                        |                        | Alice di Vergy         | Gillette di Trainel     |  |  |       |  |  |                      |  |  |                         |  |
| Alice di Borgogna      |                        | Alice di Vergy         |                         |  |  |       |  |  |                      |  |  |                         |  |
|                        |                        | Roberto III di Dreux   | Roberto II di Dreux     |  |  |       |  |  |                      |  |  |                         |  |
|                        |                        | Roberto III di Dreux   | Roberto II di Dreux     |  |  |       |  |  |                      |  |  |                         |  |
|                        |                        | Roberto III di Dreux   | Iolanda di Coucy        |  |  |       |  |  |                      |  |  |                         |  |
| Yolanda di Dreux       |                        | Roberto III di Dreux   |                         |  |  |       |  |  |                      |  |  |                         |  |
|                        |                        | Aenor di Saint-Valéry  | Tommaso di Saint-Valéry |  |  |       |  |  |                      |  |  |                         |  |
|                        |                        | Aenor di Saint-Valéry  | Tommaso di Saint-Valéry |  |  |       |  |  |                      |  |  |                         |  |
|                        |                        | Aenor di Saint-Valéry  | Adela di Ponthieu       |  |  |       |  |  |                      |  |  |                         |  |
|                        |                        | Aenor di Saint-Valéry  |                         |  |  |       |  |  |                      |  |  |                         |  |